# Хуліо Пр'єто Мартін
Хуліо Пр'єто Мартін (ісп. Julio Prieto, нар. 21 листопада 1960, Мадрид) — іспанський футболіст, що грав на позиції півзахисника, зокрема, за клуб «Атлетіко», а також молодіжну збірну Іспанії.

## Клубна кар'єра
Народився 21 листопада 1960 року в місті Мадрид. Вихованець футбольної школи клубу «Атлетіко». У дорослому футболі дебютував 1979 року виступами за другу команду клубу, а в сезоні 1981/82 грав на умовах оренди за «Кастельйон».
Повернувшись з оренди 1982 року почав залучатися до складу основної команди мадридського «Атлетіко», де провів наступні п'ять сезонів своєї ігрової кар'єри. Більшість часу, проведеного у складі «Атлетіко», був основним гравцем команди. 1985 року допоміг команді здобути кубок Іспанії і Суперкубок країни. Наступного сезону команда успішно виступала у Кубку володарів кубків, сягнувши фіналу турніру, в якому з рахунком 0:3 поступилася київському «Динамо».
Згодом з 1987 по 1990 рік грав за команду «Сельта Віго», після чого на сезон повертався до мадридського «Атлетіко». 1991 року удруге став у складі столичної команди володарем кубка Іспанії.
Завершував кар'єру у командах «Мерида» із Сегунди та «Талавера» із Сегунди Б.

## Виступи за збірні
Із 1980 року залучався до складу молодіжної збірної Іспанії. На молодіжному рівні зіграв у 13 офіційних матчах, забив 4 голи.

## Титули і досягнення
- Володар Кубка Іспанії (1):

«Атлетіко»: 1984-1985, 1990-1991
- Володар Суперкубка Іспанії (1):

«Атлетіко»: 1985